# Phoenicia
Pour l’article homonyme, voir Phoenicia (1894).
Phoenicia est un hameau (et un Census-designated place) de la ville de Shandaken dans le  comté d'Ulster (New York), aux États-Unis.

## Géographie
Le centre du village est situé juste à côté de la route 28 à sa jonction avec la route 214 et est niché au pied de trois sommets, le mont Tremper, le mont Romer et le mont Sheridan. Phoenicia est située au confluent de l'Esopus Creek et du ruisseau Stony Clove et est une escapade populaire pour les New-Yorkais,,.

## Population
La population était de 309 personnes au recensement de 2010, ce qui en fait la communauté la plus peuplée de la ville.

## Histoire
La zone géographique qui allait finalement être dénommée Phoenicia était une terre de chasse et de pêche fertile pour les peuples Mohawk, Mohican et Lenape pendant des centaines d'années avant l'arrivée des colons européens. Les Esopus Lenape, qui seraient les peuplades qui ont passé le plus de temps dans la région.

## Chemin de fer
Le chemin de fer (l'Ulster and Delaware Railroad) arrive en premier dans cette communauté, ce qui en fait le premier opérateur à développer l'industrie touristique qui est toujours une partie importante de l'économie locale. Le New York Central Railroad acquiert le chemin de fer en 1932 et continue le service de passagers. Ce service prend fin au début de 1954,. Phoenicia est également le terminus ouest des opérations touristiques du Catskill Mountain Railroad (qui circulent sur les anciennes voies de l'Ulster et du Delaware).
En 1960, l'Empire State Railway Museum ouvre ses portes dans la gare historique d'Ulster & Delaware Phenicia.

## Festival
Depuis 2010, la ville accueille chaque mois d'août le Phoenicia International Festival of the Voice (en).